# Christiania Offentlige Theater
Christiania Offentlige Theater även känd som Det Strømbergske Teater, var en historisk teater i Oslo i Norge mellan 1827 och 1835. Det räknas som Norges första offentliga teater. 
Teatern öppnades av den svenska teaterdirektören Johan Peter Strömberg. Det var Norges första professionella teater; med undantag av Martin Nürenbach misslyckade projekt under år 1772, bestod Norges teaterkonst före denna tid enbart av amatörsällskapet Det Dramatiske Selskab samt kringresande teatersällskap. 
Strömberg fick år 1809 tillstånd att grunda en teater i Oslo. I Norge fanns vid denna tid ingen offentlig yrkesteater, och Strömberg ville grunda en norsktalande teater med norska aktörer, ett projekt han slutligen påbörjade år 1824-25, genom att grunda Norges första dramaskola. Han hade då varit involverad i grundandet av Det borgerlige dramatiske Selskab (1806), ett mer offentligt tillgänglig amatörsällskap i motsats till Det Dramatiske Selskab.
Teatern invigdes den 30 januari 1827 med en föreställning av de norska eleverna ur Strömbergs dramaskola. Teatern hade då en personal av sju manliga och tre kvinnliga scenartister, alla Strömbergs elever. Strömberg misslyckades dock med projektet. De norska aktörerna fick kritik för sin bristande utbildning och Strömberg tvingades anställa utbildade danska aktörer. Den 4 november 1827 uppfördes Strömbergs pjäs Fredsfesten om den svensk-norska unionen, vilket upprörde både kungen och norrmännen.  Strömberg gick i konkurs våren 1828 och överlät Strömberg ledningen av teatern (vars byggnad och tillstånd han fortfarande ägde) på den danske skådespelaren Jens Lang Bøcher, som bytte ut nästan hela personalen mot utbildade danska aktörer. Endast fem medlemmar av den norska personalen fick stanna: Poul Jensen Boiflin, Erike Kirstine Kolstad, Henriette Hansen, Randine Christensen och Amalie Nielsen. Jens Lang Böcher avgick som direktör 1831 och ersattes av Carl Anton Saabye, som 22 juni 1832 köpte både teaterbyggnaden och teatertillståndet av Johan Peter Strömberg, varpå teatern ändrade namn till Christiania Offentlige Theater. 
Teatern brann ned mitt under en föreställning den 5 november 1835, och verksamheten upprätthölls därefter i Det Dramatiske Selskab lokaler fram till att Christiania Theater kunde tas i bruk 4 oktober 1837.